# Мильяр, Родриго
Родри́го Хавье́р Милья́р Карваха́ль (исп. Rodrigo Javier Millar Carvajal; 3 ноября 1981, Арауко, провинция Арауко) — чилийский футболист, игравший на позиции полузащитника.

## Карьера
Родриго Мильяр начал карьеру в клубе «Уачипато», где дебютировал в возрасте 18-ти лет. В команде Мильяр быстро стал одним из лидеров, выступая на позиции атакующего полузащитника. В составе «Уачипато» Милья играл на протяжении 8 сезонов, проведя 190 матч и забив 56 мячей. В 2007 году он перешёл в клуб «Коло-Коло», с которым в первом же сезоне выиграл Апертуру и Клаусуру чемпионата Чили. Однако в основу команды Мильяр не проходил и искал себе новый клуб, он даже ездил на просмотр в израильскую команду «Ашдод», но не понравился руководству этого клуба. Затем Мильяр, на правах аренды,  провёл сезон в колумбийском клубе «Онсе Кальдас». После чего вернулся в «Коло-Коло» и выиграл с клубом Клаусуру в 2008 году, в финале которой он забил гол в ворота «Палестрино». В 2009 году Мильяр получил титул лучшего футболиста Чили, а также вновь победил в чемпионате страны.

## Международная карьера
В 2001 году Мильяр играл на молодёжном первенстве мира, где сыграл в обеих встречах своей команды и забил 1 гол в ворота Украины. 17 апреля 2002 года Мильяр дебютировал в составе первой сборной в товарищеской игре с Турцией. В 2004 году Мильяр играл на Кубке Америки, где провёл 2 игры. Впоследствии Мильяр редко вызывался в стан национальной команды. Лишь с 2009 года Родриго стал твёрдым игроком основы сборной, за которую провёл 6 встреч в отборочном турнире к первенству мира.

## Достижения
- Чемпион Чили: Ап. 2007, Кл. 2007, Кл. 2008, Кл. 2009
- Футболист года в Чили: 2009